# La neve era sporca
La neve era sporca (in originale La neige était sale) è un romanzo di Georges Simenon pubblicato nel 1948 da Presses de la Cité. Tradotto in inglese nel 1950 dalla moglie del compositore Edgard Varèse, di cui Simenon diventerà amico, il libro è il primo vero successo di Simenon in inglese. Due anni dopo la scrittura, su iniziativa di Frédéric Dard che lo convince a collaborare, i due ne scrivono una versione teatrale che dopo qualche fatica a trovare produttori viene messa in scena dal regista e attore Raymond Rouleau. Resterà per Simenon l'unico lavoro teatrale. Indro Montanelli, che lo vide a Parigi, ne fece una recensione sul "Corriere della Sera" del 17 dicembre 1950.
Il romanzo è incluso nella raccolta Romanzi polizieschi e di guerra di Mondadori (1966) e in Romans II, a cura di Jacques Dubois e Benoît Denis, "Bibliothèque de la Pléiade", Gallimard, 2003 (a sua volta tradotto in Romanzi, volume II, "La Nave Argo", Adelphi, 2010).

## Trama
In un'imprecisata cittadina dell'Europa settentrionale durante l'occupazione nazista (potrebbe essere il Belgio o l'Olanda, ma l'ambientazione non è chiara, come neppure il fatto che gli occupanti siano tedeschi) il giovane Frank Friedmaier, figlio della padrona di un bordello, frequenta il locale di Timo, il più costoso del circondario. Freddo, insolente, solitario, Frank è costantemente in cerca di una prova di iniziazione alla vita, e crede che la più opportuna sia l'omicidio privo di alcuna ragione, fine a se stesso. Ammira un certo Kromer, che si vanta di aver ucciso diverse persone, e una sera si risolve di commettere un omicidio gratuito. Nascosto nel buio, accoltella un sottufficiale per la cui morte viene arrestato un violinista che abita nel suo stesso palazzo, sospettato di rapporti con la Resistenza. Frank è stato visto da un uomo che abita sul suo pianerottolo, Gerhardt Holst; il ragazzo ha portato a termine il suo proposito malgrado sappia di essere stato riconosciuto.
Invita al cinema Sissy, figlia adolescente di Holst, e la seduce. Entra in società con Kromer per una rapina ai danni dell'orologiaio del paese dove è nato, ma durante l'azione è costretto a ucciderne l'anziana sorella che l'ha riconosciuto. Per suggellare il patto con Kromer promette di consegnargli Sissy; considera questa azione riprovevole una specie di iniziazione per tagliarsi i ponti alle spalle. Con l'inganno la induce a andare a letto con l'uomo, ma Sissy, che era romanticamente innamorata di lui, fugge scalza nella notte fino all'arrivo del padre.

Il biasimo generale monta contro la madre Lotte, la sua famiglia e la sua attività di tenutaria di bordello, ma Holst non dice nulla di quanto è accaduto; cambia lavoro per stare più vicino alla figlia, che dal giorno della violenza si è ammalata. Frank si comporta con spavalderia come se volesse attirare l'attenzione su di sé: circola con un'arma in tasca e esibisce fasci di soldi ricevuti per il furto, finché un giorno viene fermato e portato in una prigione improvvisata in un'ex scuola.

Qui il ritmo della sua vita cambia. Rimane segregato per settimane finché gli viene contestato il suo delitto: non la violenza su Sissy, né l'omicidio dell'anziana donna, ma lo spaccio di biglietti di banca segnati, provenienti dal comando degli occupanti. Frank resiste ad estenuanti interrogatori senza confessare, nell'intento di guadagnare tempo, finché un giorno, durante una visita autorizzata della madre, gli viene rivelato che Holst ha presentato domanda di un colloquio per conto della figlia. È nello straordinario e stravolgente finale del romanzo, davanti a Sissy che gli confessa rapidamente di amarlo comunque, che Frank decide che non gli importa più di vivere. Ammette tutte le sue colpe per i delitti commessi, ma rifiuta di rispondere a qualsiasi altra domanda, malgrado le torture, fino al giorno in cui viene scortato alla fucilazione.

## Edizioni italiane
- La neve era sporca, trad. di Gianni Nicoletti, su "Il dramma", n° 142, 1º ottobre 1951; poi Ripostes, Salerno-Roma 1993 (versione teatrale)
- La neve era sporca, trad. di Mario Visetti, Mondadori, Milano 1952 (nella collana "Medusa" al n° 308); poi Adelphi, Milano 1991 (nella collana "Biblioteca Adelphi" al n° 246) (romanzo)

## Cinema
Il romanzo è stato adattato per lo schermo per la regia di Luis Saslavsky nel 1953.